# Marino Faliero (ópera)
Marino Faliero es una ópera en tres actos con música de Gaetano Donizetti y libreto en italiano de Giovanni Emanuele Bidera. Se estrenó en el Théâtre Italien de París el 19 de marzo de 1835. La ópera, a pesar de sus irregularidades, ofrece múltiples bellezas y ocasiones para el lucimiento de sus intérpretes principales.

## Historia
Rossini generosamente invitó a sus jóvenes colegas, Bellini y Donizetti, a que se estrenaran en la escena parisina. Sus consejos les ayudó a preparar mejor sus creaciones. En el caso de Donizetti, los cambios sugeridos por su veterano colega llevó a la existencia de dos partituras-la autógrafa napolitana y la edición impresa por Ricordi- que se diferencian en más de un tercio de su contenido. A comienzos de 1835 Bellini y Donizetti medían sus fuerzas por última vez en el Théâtre Italien de París, componiendo sendas óperas para la misma compañía de grandes estrellas -Grisi, Rubini, Tamburini y Lablache-. Con I Puritani el primero obtuvo un éxito clamoroso. Sin embargo, Marino Faliero de Donizetti, ópera estrenada el 19 de marzo de 1835, tuvo una acogida más mitigada, con tan sólo cinco funciones, a pesar de lo cual ambos músicos fueron galardonados con la Legión de Honor y recibidos por el rey Luis Felipe en las Tullerías. 
Durante varias décadas, la ópera fue repuesta, pero la obra desapareció de la circulación hasta 1966, cuando fue recuperada en Bérgamo, que fue grabada en disco. Posteriorment, ha tenido dos versiones más, una de 1999 editada por Agorà, de procedencia húngara y otra editada por On Stage, grabada en vivo por la RAI de Turín en 1977.
Es una ópera poco representada. En las estadísticas de Operabase aparece con sólo 1 representación en el período 2005-2010.